# Small Fry
Small Fry of voluit Toy Story Toons: Small Fry is een Amerikaanse korte film, geregisseerd door Angus MacLane. Hij duurt 7 minuten inclusief aftiteling. De film verscheen voor het eerst op 23 november 2011 op de première van The Muppets. Small Fry is gebaseerd op de film Toy Story en is de tweede van de serie korte films Toy Story Toons. Hij werd voorafgegaan door de korte film Hawaiian Vacation uit 2011 en opgevolgd door de korte film Partysaurus Rex uit 2012. Het verhaal speelt zich af na de gebeurtenissen in Toy Story 3. Het speelgoed van Andy woont nu bij het meisje Bonnie.

## Verhaal
Bonnie gaat met haar familie, Buzz en Rex naar een fastfoodrestaurant genaamd Poultry Palace. Bij de afrekening vraagt ze een kleine Buzz Lightyear om mee naar huis te nemen, maar die zijn niet meer in voorraad. Ze vragen naar het exemplaar in de vitrine, maar die blijkt enkel bedoeld te zijn voor de vitrine. In die etalage staan een kleine Buzz Lightyear en een kleine Zurg. Zurg wil blijven, maar de kleine Buzz droomt ervan om te spelen met een kind. Wanneer hij dit hoort, vertrekt hij. Hij slaat de gewone Buzz bewusteloos in de ballenbak en neemt zijn plaats in. Vervolgens worden Rex en de kleine Buzz meegenomen naar het huis van Bonnie en haar familie waar de kleine Buzz beweert dat het ballenbad hem heeft laten krimpen. Daar trapt echter niemand in behalve Rex.
Na sluitingstijd komt Buzz weer tot bewustzijn en probeert hij te ontsnappen uit de afgesloten winkel. In het magazijn ontmoet hij een praatgroep bestaande uit achtergelaten fastfoodspeelgoed die denken dat Buzz een achtergelaten stuk speelgoed is zoals hen. Hij wordt gedwongen om mee te doen, maar slaagt erin om te ontsnappen. Ondertussen is het speelgoed in Bonnie's huis de kleine Buzz beu. Ze binden hem vast aan een raket en bereiden een reddingsplan voor om Buzz te redden nadat ze hem Buzz zijn locatie ontfutseld hebben. Dit blijkt echter niet nodig omdat Buzz plotseling in de kamer staat. Buzz Lightyear brengt vervolgens de kleine Buzz naar de praatgroep in het restaurant.
Na de aftiteling zien we de kleine Zurg tevreden in de vitrine omdat hij verlost is van de kleine Buzz.

## Rolverdeling
| Personage                                  | Taal              | Taal                   | Taal |
| Personage                                  | Originele versie  | Nederlandse versie     |      |
| ------------------------------------------ | ----------------- | ---------------------- | ---- |
| Gewone Buzz Lightyear                      | Tim Allen         | Jan Elbertse           |      |
| Kleine Buzz Lightyear                      | Teddy Newton      | Jan Elbertse           |      |
| Woody                                      | Tom Hanks         | Huub Dikstaal          |      |
| Jessie                                     | Joan Cusack       | Angelique de Bruijne   |      |
| Mr. Pitstop Head/Meneer Aardappelhoofd     | Don Rickles       | Ronald van Rillaer     |      |
| Mrs. Potato Head/Mevrouw Aardappelhoofd    | Estelle Harris    | Marloes van den Heuvel |      |
| Rex                                        | Wallace Shawn     | Arjan Ederveen         |      |
| Hamm                                       | John Ratzenberger | Peter van Gucht        |      |
| T-Bone                                     | Angus MacLane     | Frans Limburg          |      |
| Super Piraat                               | Angus MacLane     | Just Meijer            |      |
| Funky Monnik                               | Angus MacLane     | Fred Meijer            |      |
| Gary Grijphaak/Gerrie Grijphaak            | Angus MacLane     | Thijs van Aken         |      |
| Queen Neptunus, leidster van de praatgroep | Jane Lynch        | Beatrijs Sluijter      |      |
| Recycle Ben                                | Peter Sohn        | Fred Meijer            |      |
| Bonnie                                     | Emily Hahn        | Elaine Hakkaart        |      |
| Bonnie's moeder                            | Lori Alan         | Beatrijs Sluijter      |      |
| Mr. Pricklepants/Meneertje Prikkels        | Timothy Dalton    | Paul Disbergen         |      |
| Bediende in het restaurant                 | Josh Copley       | Thijs van Aken         |      |
| Lizard Wizard                              | Josh Copley       | Ewout Eggink           |      |
| Kleine Zurg                                | Jess Harnell      | Frans Limburg          |      |
| Vlad de Engineer                           | Jess Harnell      | Paul Disbergen         |      |
| DJ Blu-Jay                                 | Bret Parker       | Bret Parker            |      |
| Roxy Boxy                                  | Emily Forbes      | Anneke Beukman         |      |
| Nervous Sys-Tim                            | Kurt Hirasaki     | Fred Meijer            |      |
| Koala Kopter                               | Carlos Alazraqui  | Just Meijer            |      |
| Condorman                                  | Bob Bergen        | Just Meijer            |      |
| Spookburger                                | Jason Topolski    | Frans Limburg          |      |
| Pizza-Bot                                  | Jason Topolski    | Just Meijer            |      |
| Franklin                                   | Jim Ward          | Ewout Eggink           |      |
| Tae-Kwon Doe                               | Lori Alan         | Anneke Beukman         |      |

## Achtergrond

### Productie
Op 17 februari 2011 werd het plot en de titel van de eerste Toy Story Toons Hawaiian Vacation bekendgemaakt. Bovendien werd er toen al een vervolg aangekondigd. Dat werd deze korte film die op 23 november 2011 uitkwam samen met The Muppets.

### Homemedia
Op 13 november 2012 verscheen de korte film op dvd en Blu-ray samen met 9 andere korte films van Pixar. Op 19 augustus 2014 verscheen de korte film nogmaals op dvd en Blu-ray samen met de twee andere Toy Story Toons en de korte film Toy Story of Terror!.